# Polycarpa beuziti
Polycarpa beuziti är en sjöpungsart som beskrevs av Monniot 1970. Polycarpa beuziti ingår i släktet Polycarpa och familjen Styelidae. Inga underarter finns listade i Catalogue of Life.